# العلاقات الفيجية المالطية
العلاقات الفيجية المالطية هي العلاقات الثنائية التي تجمع بين فيجي ومالطا.

## مقارنة بين البلدين
هذه مقارنة عامة ومرجعية للدولتين:
| وجه المقارنة                                              | فيجي                                                                 | مالطا                                                     |
| --------------------------------------------------------- | -------------------------------------------------------------------- | --------------------------------------------------------- |
| المساحة (كم2)                                             | 18.27 ألف                                                            | 316                                                       |
| عدد السكان (نسمة)                                         | 915.30 ألف                                                           | 465.29 ألف                                                |
| الكثافة السكانية (ن./كم²)                                 | 50.1                                                                 | 147.24 ألف                                                |
| العاصمة                                                   | سوفا                                                                 | فاليتا                                                    |
| اللغة الرسمية                                             | لغة إنجليزية، اللغة الفيجية، اللغة الفيجي الهندية، اللغة الهندستانية | اللغة المالطية، لغة إنجليزية                              |
| العملة                                                    | دولار فيجي                                                           | يورو، ليرة مالطية                                         |
| الناتج المحلي الإجمالي (بليون دولار)                      | 5.06 مليار                                                           | 12.54 مليار                                               |
| الناتج المحلي الإجمالي (تعادل القوة الشرائية) بليون دولار | 8.32 مليار                                                           | 14.68 مليار                                               |
| الناتج المحلي الإجمالي الاسمي للفرد دولار أمريكي          | 4.96 ألف                                                             | 22.60 ألف                                                 |
| الناتج المحلي الإجمالي للفرد دولار أمريكي                 | 8.79 ألف                                                             |                                                           |
| مؤشر التنمية البشرية                                      | 0.727                                                                | 0.839                                                     |
| رمز المكالمات الدولي                                      | +679                                                                 | +356                                                      |
| رمز الإنترنت                                              | .fj                                                                  | .mt                                                       |
| المنطقة الزمنية                                           | ت ع م+12:00                                                          | توقيت وسط أوروبا، ت ع م+01:00، ت ع م+02:00، أوروبا/مالطا ‏ |

## منظمات دولية مشتركة
يشترك البلدان في عضوية مجموعة من المنظمات الدولية، منها:
| علم المنظمة | اسم المنظمة                               | تاريخ انضمام فيجي | تاريخ انضمام مالطا |
| ----------- | ----------------------------------------- | ----------------- | ------------------ |
|             | المنظمة الهيدروغرافية الدولية             | ?                 | ?                  |
|             | الاتحاد البريدي العالمي                   | ?                 | ?                  |
|             | يونسكو                                    | 14 يوليو 1983     | 10 فبراير 1965     |
|             | البنك الدولي للإنشاء والتعمير             | 28 مايو 1971      | 26 سبتمبر 1983     |
|             | منظمة التجارة العالمية                    | ?                 | ?                  |
|             | وكالة ضمان الاستثمار متعدد الأطراف        | 24 سبتمبر 1990    | 12 سبتمبر 1990     |
|             | الاتحاد الدولي للاتصالات                  | 5 مايو 1971       | 1965               |
|             | منظمة الشرطة الجنائية الدولية             | ?                 | ?                  |
|             | مؤسسة التمويل الدولية                     | 12 يوليو 1979     | 1 يونيو 2005       |
|             | الأمم المتحدة                             | 13 أكتوبر 1970    | 1 ديسمبر 1964      |
|             | منظمة حظر الأسلحة الكيميائية              | ?                 | ?                  |
|             | المركز الدولي لتسوية المنازعات الاستشارية | 10 سبتمبر 1977    | 3 ديسمبر 2003      |

## وصلات خارجية
- موقع وزارة الخارجية الفيجية
- موقع وزارة الخارجية المالطية